# Dichaetomyia alterna
Dichaetomyia alterna är en tvåvingeart som först beskrevs av Stein 1915.  Dichaetomyia alterna ingår i släktet Dichaetomyia och familjen husflugor.
Artens utbredningsområde är Taiwan. Inga underarter finns listade i Catalogue of Life.